# Salon de la rue des Moulins
Salon de la rue des Moulins est un tableau peint entre 1894 et 1895 par Henri de Toulouse-Lautrec. 

## Description
Salon de la rue des Moulins mesure 111,5 cm × 132,5 cm. Il est conservé au musée Toulouse-Lautrec à Albi. Sous l'œil sévère de « Madame » (la patronne qui fait régner la discipline), quatre femmes en peignoir — ou simplement en combinaison — se vautrent par ennui sur les coussins rembourrés des divans en peluche dans le décor oriental de la maison close La Fleur blanche du no 6 de la rue des Moulins. À droite, une prostituée soulève sa jupe pour dévoiler ce qu'elle a à vendre aux clients potentiels. 

## Les appropriations de Braun-Vega
Le peintre péruvien Herman Braun-Vega s'approprie le Salon de la rue des Moulins dans deux de ses tableaux de la série Tek-nik, en hommage à Toulouse-Lautrec. Dans le panneau central du triptyque Tek-nik Me-tek, il met en scène les personnages du Salon aux côtés de ses propres nus métissés, complétant ainsi son évocation de l'influence de l'Orient sur Toulouse-Lautrec, dans le cadre de sa thématique du syncrétisme et du métissage. Dans Tek-nik du Cheik, il reprend également le Salon de la rue des Moulins, mais cette fois en plaçant Toulouse-Lautrec au premier plan, juché sur un tabouret, en train de croquer la scène de son propre tableau. En dehors de la série Tek-Nik, on trouve encore une version recadrée de ce tableau décorant la chambre de l'Olympia de Manet dans  La chambre rouge au Parc de Sceaux.